# Boy From New York City and Other Hits
Boy from New York City and Other Hits è una raccolta di successi del gruppo vocale statunitense The Manhattan Transfer, pubblicato nel 1997 dalla Flashback Records, etichetta per produzioni economiche della Rhino Records.

## Il disco
La raccolta fu pubblicata a tre anni di distanza dalla precedente The Very Best of The Manhattan Transfer e contiene esclusivamente brani del periodo con la Atlantic Records. Oltre ad alcuni dei maggiori successi del gruppo, il disco si segnala per la presenza di alcune canzoni meno note mai comparse in altre antologie.

## Tracce
1. Boy from New York City - (John Taylor, George Davis) - 3:40
2. Java Jive - (Milton Drake, Ben Oakland) - 2:46
3. Gloria - (Esther Navarro) - 2:58
4. Helpless - (Eddie Holland, Lamont Dozier, Brian Holland) - 3:07
5. Tuxedo Junction - (Buddy Fayne, William Johnson, Julian Dash, Erskine Hawkins) - 3:04
6. Twilight Zone/Twilight Tone - (Bernard Herrmann, Jay Graydon, Alan Paul) - 6:06
7. Ray's Rockhouse - (Ray Charles, Jon Hendricks) - 5:08
8. Mystery - (Rod Temperton) - 5:00
9. Smile Again - (Jay Graydon, David Foster, Bill Champlin, Alan Paul) - 4:33
10. Birdland - (Joe Zawinul, Jon Hendricks) - 6:01

## Formazione
- The Manhattan Transfer - voce
  - Cheryl Bentyne (numero 1, numero 6-10)
  - Tim Hauser
  - Alan Paul
  - Janis Siegel
  - Laurel Massé (numero 2-5)

## Edizioni
- 1994 – CD, Rhino Flaskback WEA 72884